# جيمي كينيدي
جيمي كينيدي (بالإنجليزية: Jamie Kennedy)‏ (و. 1970 – م) هو ممثل، وممثل تلفزيوني من الولايات المتحدة الأمريكية .

## روابط خارجية
- جيمي كينيدي على موقع IMDb (الإنجليزية)
- جيمي كينيدي على موقع روتن توميتوز (الإنجليزية)
- جيمي كينيدي على موقع قاعدة بيانات الأفلام العربية
- جيمي كينيدي على موقع ألو سيني (الفرنسية)
- جيمي كينيدي على موقع ميوزك برينز (الإنجليزية)
- جيمي كينيدي على موقع أول موفي (الإنجليزية)
- جيمي كينيدي على موقع قاعدة بيانات الأفلام السويدية (السويدية)
- جيمي كينيدي على موقع إن إن دي بي (الإنجليزية)
- جيمي كينيدي على موقع ديسكوغز (الإنجليزية)
- جيمي كينيدي على موقع قاعدة بيانات الفيلم (الإنجليزية)